# Referéndum constitucional de Kirguistán de enero de 2021
El referéndum constitucional tuvo lugar el 10 de enero de 2021 para permitir que el pueblo de Kirguistán vote si mantener el sistema parlamentario en vigor o pasar a un sistema presidencialista.
La opción de pasar a un sistema presidencial gana por amplia mayoría, validada por la tasa de participación, que apenas supera el quórum requerido.

## Contexto
El referéndum se produce después del final de las protestas de Kirguistán de 2020 que vieron la cancelación de las elecciones legislativas de 2020 y la renuncia del presidente Sooronbay Jeenbekov.
Sadyr Japarov quedó en la presidencia. A finales de 2020 propuso una serie de reformas constitucionales encaminadas a fortalecer los poderes del presidente mediante el traslado del país de un régimen parlamentario a un régimen presidencial con la abolición del cargo de Primer Ministro, así como eliminar la limitación de un solo mandato presidencial. El 14 de noviembre dimitió para presentarse a las elecciones presidenciales de enero, organizadas al mismo tiempo que el referéndum. La enmienda propuesta provoca manifestaciones en el país. El objeto del referéndum se reduce finalmente a la naturaleza del sistema político, presidencial o parlamentario, mientras que Japarov promete organizar otro sobre sus planes de cambios en caso de ganar la presidencia.

## Pregunta
La pregunta planteada llama a la población a optar por un régimen presidencial, un régimen parlamentario o ninguno.
De acuerdo con la constitución y el código de referéndum, la tasa de participación en el referéndum debe exceder el quórum de 30% de los votantes registrados para que el resultado sea válido. Asimismo, para ganar, una de las opciones debe obtener la mayoría absoluta de todos los votos, incluidos los votos en blanco y nulos.

## Resultados
| Opción                     | Opción                     | Votos     | %       |
| -------------------------- | -------------------------- | --------- | ------- |
|                            | Régimen presidencial       | 1,126,822 | 80.95   |
|                            | Sistema mixto              | 61,530    | 4.42    |
|                            | Régimen parlamentario      | 150,808   | 10,83   |
|                            |                            |           |         |
| Votos válidos              | Votos válidos              | 1,336,785 | 96,57   |
| Votos en blanco y nulos    | Votos en blanco y nulos    | 45,828    | 3,43    |
| Total                      | Total                      | 1,388,682 | 100.00  |
| Registrado / Participación | Registrado / Participación | 3 563 574 | 38.97   |
| Quórum de participación    | Quórum de participación    | ✔ 38.97   | ✔ 38.97 |

## Análisis
La opción de pasar a un régimen presidencial gana por una amplia mayoría, validada por la tasa de participación, que apenas supera el quórum requerido.
Se redactará una nueva constitución en un plazo de dos meses y luego se someterá a referéndum.